# A Life on Standby
 (décembre 2023).
Si vous disposez d'ouvrages ou d'articles de référence ou si vous connaissez des sites web de qualité traitant du thème abordé ici, merci de compléter l'article en donnant les références utiles à sa vérifiabilité et en les liant à la section « Notes et références ».
Albums de Mud Flow
Re*act
(2001) Ryunosuke
(2007)
A Life on Standby est le troisième album, enregistré en 2004, du groupe de rock alternatif belge Mud Flow.
Il livre une musique plus mélancolique, et peut-être plus mûre, que son prédécesseur, Re*act. 
On y trouve un mélange de mélodies envoûtantes, harmonieuses (The Sense Of Me, Chemicals, How I Got Depressed And Started A War, Unfinished Relief, Five Against Six, Song1), et de rock expérimental (Debbie and Charlie, Tribal Dance, Debbie and Charlie (The True Story), New Eve). On relèvera dans cet album deux pistes phares, à noter le couple The Sense Of Me/Chemicals et Five Against Six.
Trois singles promotionnels ont été produits : Today, The Sense Of Me/Chemicals, et Unfinished Relief. On retrouve d'ailleurs ce dernier titre dans la compilation Sacré Belges 2 aux côtés, notamment, de Sharko, Ghinzu ou encore Girls in Hawaii.
Enfin, Chemicals a été sélectionné pour la bande originale du film Trois petites filles de Jean-Loup Hubert (2004)
C'est sans doute, à l'heure actuelle, l'album le plus connu du groupe. La chanson The Sense of Me a également été présentée dans le jeu vidéo de 2015 Life Is Strange. 

## Liste des morceaux
| No  | Titre                                 | Durée |
| --- | ------------------------------------- | ----- |
| 1.  | The Sense of Me                       | 2:32  |
| 2.  | Chemicals                             | 6:11  |
| 3.  | Today                                 | 3:05  |
| 4.  | Debbie and Charlie                    | 3:03  |
| 5.  | Tribal Dance                          | 4:53  |
| 6.  | How I Got Depressed and Started a War | 1:07  |
| 7.  | Unfinished Relief                     | 4:34  |
| 8.  | Debbie and Charlie (The True Story)   | 5:54  |
| 9.  | Five Against Six                      | 8:55  |
| 10. | Song1                                 | 3:12  |
| 11. | New Eve                               | 10:34 |